# La Lucha de Clases
La Lucha de Clases fue un semanario socialista publicado en Bilbao entre 1891 y 1937.

## Descripción
Editado en Bilbao, su primer número apareció en mayo de 1891, si bien cesó en 1892, reapareciendo en una segunda etapa iniciada en octubre de 1894. La publicación fue fundada por Valentín Hernández Aldaeta. De ideología socialista —fue junto con El Socialista uno de las principales órganos del partido—, en sus páginas participaron de una manera u otra nombres como los de Miguel de Unamuno, Julián Zugazagoitia —que ejerció como director—, Álvaro Ortiz, Tomás Meabe, Ángel Lacort, José Gorostizaga o Virginia González Polo entre otros muchos. Cesó durante la guerra civil, el 16 de junio de 1937, unos días antes de la entrada de las tropas franquistas en la ciudad.